# 体論
数学において体論（たいろん、英語：field theory）とは、体の性質を研究する分野のことである。体は四則演算が定義されている数学的対象である。

## 歴史
体の概念は、ニールス・アーベルやエヴァリスト・ガロアによる代数方程式の可解性の研究に含まれていた。
1871年にデデキントが、四則演算の定義された実数や複素数の集合を体と呼んだ。
1881年にレオポルト・クロネッカーによる多項式体の研究。
1893年 ハインリッヒ・ウェーバー（Heinrich Weber（1842-1913））が、初めて抽象代数の体の定義をしっかりした形で与えた。
1928年から1942年の間に、エミル・アルティンによって、群と体の関係がさらに詳しく調べ上げられた。
ガロアは、「体」という言葉を用いなかったが、群論や「体論」の概念を生み出した最初の数学者であることは確かで、これらの概念はガロアの論文からデデキントによって抽出され、ガロア理論と名付けられた。

## 色々な分野との関わり
体の概念は最初、5次以上の実係数多項式の根の一般的な公式が無い事を証明するために使われた。
ガロア理論の中心となるのは、係数とする体の代数拡大である。代数拡大とは、その体と多項式の根を含む最小の体である。また、代数的閉体は、全ての多項式がその中に根を持つ体である。ある体を含む最小の代数的閉体を代数的閉包という。例えば、代数的数の成す体は有理数の体の代数的閉包であり、複素数の成す体は実数の成す体の代数的閉包である。
有限体は、数論・ガロア理論・符号理論などでも使われる。代数拡大はここでも重要な役割を果たす。
標数 2 をもつ体である二元体は、計算機科学でよく使われる。二元体をふくめた標数 2 の体は有限体の理論では例外扱いをされるのが通例である。これは足し算と引き算は同じ演算になるなど、標数 2 の体がほかの正標数の体とは異なる性質をいくつも持っているためである。

## 関連文献
- 酒井文雄：「環と体の理論」、共立出版（共立講座21世紀の数学 8）、ISBN 4-320-01560-6 (1997年2月25日)。
- 堀田良之：「可換体と体」、岩波書店、ISBN 4-00-005198-9 (2006年6月9日)。
- 谷崎俊之：「非可換体」、岩波書店、ISBN 4-00-005875-4 (2006年7月7日)。

## 関連事項
- 環論
- ベクトル空間
- 有限体
- 体論用語一覧